# Guttus

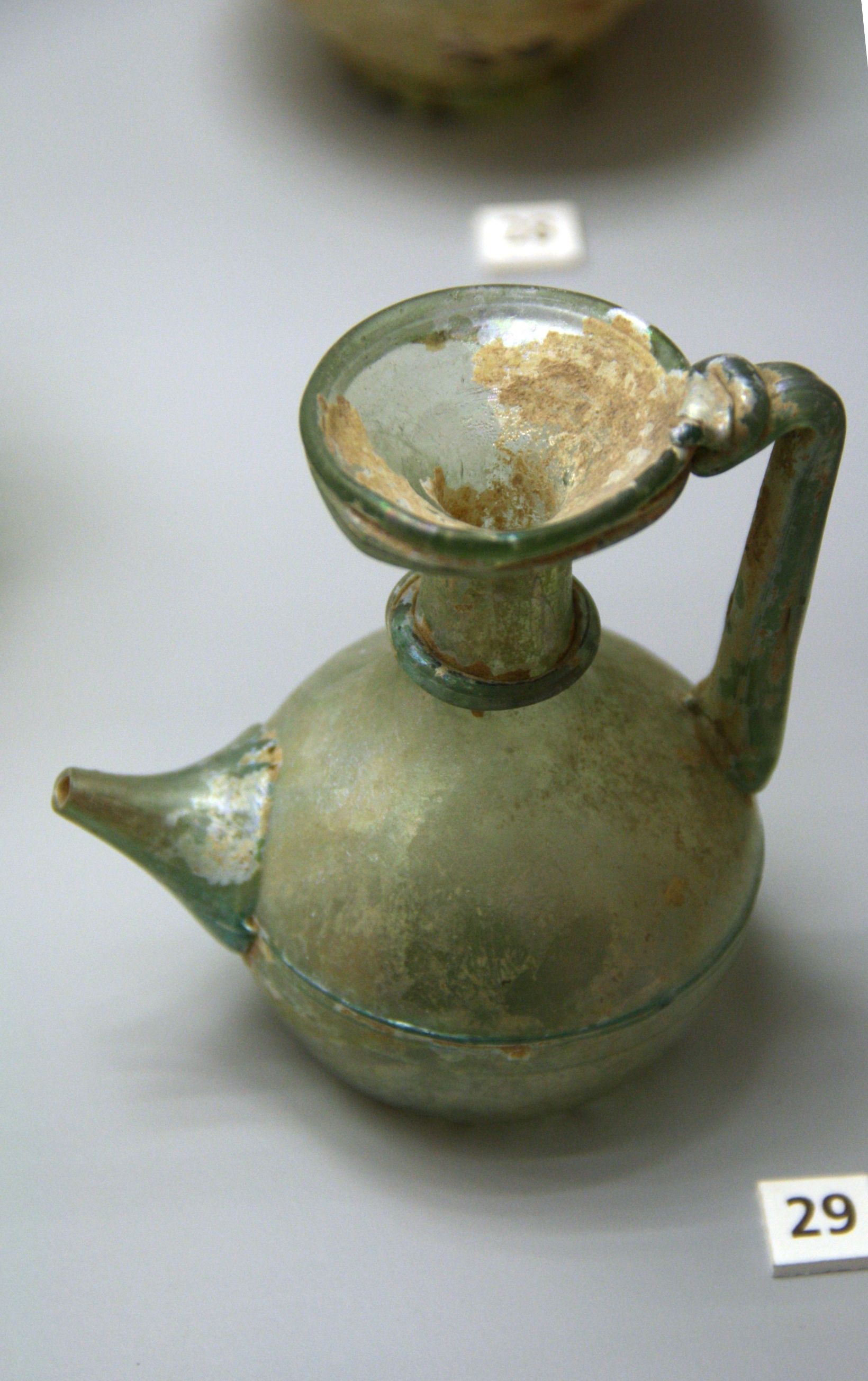
«Guttus» romano de vidrio (s. III-IV). Museo arqueológico de Milán.

Guttus es el término latino que denominaba a un tipo de aceitera usada tanto en la palestra como en la mesa o los sacrificios. Este curioso lacrimatorio se describe como recipiente pequeño, con un fino cuello alargado que permitía verter el contenido gota a gota.
Varrón explica que al introducirse en Roma las modas griegas, el «guttus» fue sustituido por la epíquisis, del mismo modo que el cíato griego reemplazó al «símpulo» romano, como cazoleta ritual de los sacerdotes.  